# Isoura
Isoura là một chi bướm đêm thuộc họ Erebidae.